# 馬尼克里克鎮區 (明尼蘇達州休斯頓縣)
馬尼克里克鎮區（英語：Money Creek Township）是位於美國明尼蘇達州休斯頓縣的一個行政鎮區。

## 地方資料
馬尼克里克鎮區的面積為92.63平方千米，當中陸地面積為92.11平方千米，而水域面積為0.52平方千米。根據2020年美國人口普查的數據，當地共有人口578人，而人口密度為每平方千米6.24人。